# Coupe intercontinentale 1996
La Coupe intercontinentale 1996 est la trente-cinquième édition de la Coupe intercontinentale. Le match oppose le club italien de la Juventus Football Club, vainqueur de la Ligue des champions de l'UEFA 1995-1996 aux Argentins du Club Atlético River Plate, vainqueur de la Copa Libertadores 1996. C'est la troisième participation dans cette compétition pour le club turinois, vainqueur en 1985 et la seconde pour le club argentin, qui l'a remportée en 1986.
Le match se déroule au Stade national de Tōkyō au Japon devant 48 305 spectateurs, et est dirigé par l'arbitre brésilien Márcio Rezende de Freitas. La Juventus l'emporte sur le score d'un but à zéro, remportant ainsi sa deuxième Coupe intercontinentale. Son attaquant Alessandro Del Piero, auteur du seul but de la rencontre à la quatre-vingt-unième minute, est élu homme du match. En 2017, le Conseil de la FIFA a reconnu avec document officiel (de jure) tous les champions de la Coupe intercontinentale avec le titre officiel de clubs de football champions du monde, c'est-à-dire avec le titre de champions du monde FIFA, initialement attribué uniquement aux gagnantsles de la Coupe du monde des clubs FIFA.

## Feuille de match
| 26 novembre 1996 | Juventus      | 1 - 0   | River Plate | Stade national de Tōkyō                                    |                                                            |
|                  | Del Piero 81e | (0 - 0) |             | Spectateurs : 48 305 Arbitrage : Márcio Rezende de Freitas | Spectateurs : 48 305 Arbitrage : Márcio Rezende de Freitas |
|                  | Rapport       |         |             | Spectateurs : 48 305 Arbitrage : Márcio Rezende de Freitas | Spectateurs : 48 305 Arbitrage : Márcio Rezende de Freitas |

| Juventus | River Plate |

| JUVENTUS :     |    |                       |  |     |
|                |    |                       |  |     |
| G              | 1  | Angelo Peruzzi        |  |     |
| D              | 3  | Moreno Torricelli     |  |     |
| D              | 2  | Ciro Ferrara          |  |     |
| D              | 4  | Paolo Montero         |  |     |
| D              | 5  | Sergio Porrini        |  |     |
| M              | 7  | Angelo Di Livio       |  |     |
| M              | 14 | Didier Deschamps      |  |     |
| M              | 21 | Zinédine Zidane       |  | 90e |
| M              | 18 | Vladimir Jugović      |  |     |
| A              | 10 | Alessandro Del Piero  |  |     |
| A              | 9  | Alen Bokšić           |  |     |
| Remplaçants :  |    |                       |  |     |
| G              | 12 | Michelangelo Rampulla |  |     |
| D              | 13 | Mark Iuliano          |  |     |
| M              | 19 | Attilio Lombardo      |  |     |
| M              | 20 | Alessio Tacchinardi   |  | 90e |
| M              | 26 | Raffaele Ametrano     |  |     |
| A              | 11 | Michele Padovano      |  |     |
| A              | 15 | Christian Vieri       |  |     |
| Entraîneur :   |    |                       |  |     |
| Marcello Lippi |    |                       |  |     |

| RIVER PLATE : |    |                         |  |     |
|               |    |                         |  |     |
| G             | 1  | Roberto Bonano          |  |     |
| D             | 4  | Hernán Díaz             |  |     |
| D             | 2  | Celso Ayala             |  |     |
| D             | 6  | Eduardo Berizzo         |  |     |
| D             | 3  | Juan Pablo Sorín        |  |     |
| M             | 8  | Roberto Monserrat       |  |     |
| M             | 5  | Leonardo Astrada        |  |     |
| M             | 11 | Sergio Berti            |  | 74e |
| M             | 9  | Enzo Francescoli        |  |     |
| A             | 10 | Ariel Ortega            |  |     |
| A             | 7  | Julio Cruz              |  | 83e |
| Remplaçants : |    |                         |  |     |
| G             |    | Germán Burgos           |  |     |
| D             |    | Guillermo Rivarola (es) |  |     |
| M             |    | Marcelo Escudero        |  |     |
| M             |    | Leonel Gancedo (es)     |  | 74e |
| M             |    | Marcelo Gallardo        |  |     |
| A             |    | Ramón Medina Bello      |  |     |
| A             |    | Marcelo Salas           |  | 83e |
| Entraîneur :  |    |                         |  |     |
| Ramón Díaz    |    |                         |  |     |

| Homme du match : Alessandro Del Piero (Juventus) |